# Joaquín Ríos Capapé
Joaquín Ríos Capapé (Figueras, Gerona, 2 de julio de 1898 - Madrid, 20 de junio de 1963) fue un militar español que intervino de forma destacada en la guerra del Rif y posteriormente en la Guerra Civil Española. Durante la dictadura franquista ocupó puestos señalados.

## Biografía
En 1912 ingresó en la Academia de Infantería de Toledo, empezando su carrera en el Ejército. Participó en la Guerra de Marruecos, donde tuvo una destacada participación. Formó parte del grupo de militares «africanistas». En julio de 1936 se encontraba destinado en el Protectorado de Marruecos, con el rango de comandante y al mando del III Tabor de Alhucemas perteneciente al Grupo de Regulares Indígenas «Alhucemas» n.º 5.
Implicado en la conspiración militar, y siguiendo las órdenes del coronel Juan Bautista Sánchez, el 16 de julio salió sin autorización de su acuartelamiento en Villa Jordana —cerca del Peñón de Vélez de la Gomera— al frente de su unidad. Fue aquella la primera unidad que se sublevó, incluso antes del comienzo de la sublevación militar. Ríos Capapé se dirigió a Villa Sanjurjo, población que logró capturar, y al día siguiente marchó a Melilla, incorporándose a la guarnición melillense que ya se había sublevado contra la República. Tras el estallido de la Guerra Civil, se trasladó a la península ibérica y participó en diversas operaciones militares, tomando parte en el avance franquista hacia Madrid, a finales de 1936. En sustitución del teniente coronel Delgado Serrano, que había sido gravemente herido, Ríos Capapé quedó al mando del sector de la Ciudad Universitaria de Madrid controlado por las fuerzas franquistas. A partir de la primavera de 1937 pasó a mandar la 18.ª División del Ejército del Centro, que agrupaba a parte de las tropas que sitiaban Madrid. Para entonces ya ostentaba el rango de coronel. Fue el primero de los oficiales franquistas que entraron en Madrid por el puente de la Princesa en Usera en 1939, y esto nunca se lo perdonó Franco. Pocos meses después del final de la contienda, en agosto de 1939, fue nombrado comandante de la 91.ª División.
Durante la dictadura franquista ascendió al rango de general de división, en 1943, y posteriormente al rango de teniente general. Ocupó diversos puestos, como capitán general de la IX Región Militar, capitán general de la VII Región Militar, capitán general de la III Región Militar y director de la Escuela Superior del Ejército. Siendo capitán general de Valencia, el generalísimo Francisco Franco ordenó a Ríos Capapé que fuese a Cataluña para disuadir al teniente general Juan Bautista Sánchez, capitán general de Cataluña, para que pusiese fin a sus contactos con los sectores partidarios de restaurar la monarquía. Según Mariano Aguilar Olivencia, Ríos Capapé pertenecía al grupo de oficiales de las Fuerzas armadas que en realidad buscaban el «medro» personal en el ejercicio de su cargo. En las  memorias del general Latorre Roca se afirma: “No es ningún moralista –escribe Latorre– ya que en Madrid posee un bar al principio de la Gran Vía, en que la ginebra, whisky y demás bebidas de precio las introduce desde Tánger a España personalmente en sus muchos viajes o endosa cajas a los aviadores...”. Y en ese bar, que frecuentaba la “buena sociedad madrileña”, su mujer proporcionaba vales de gasolina de estraperlo. De su estancia en Tánger dice que “alardea de trato de favor entre el elemento femenino non santo, juega grandes cantidades en el círculo hebreo y también al póquer con la señora de Orgaz, jefe del Alto Estado Mayor en Tetuán, tiene consejos de administración y ni siquiera es rumboso con el dinero ajeno”. Falleció en Madrid en 1963.

## Familia
Durante la dictadura franquista su hijo Joaquín fue nombrado delegado de información y turismo en Valencia.

## Condecoraciones
- Gran cruz de la Orden de San Hermenegildo
- Gran Cruz de la Orden de Cisneros